# 农城站
農城站（：／ Nongseong yeok */?）是光州地鐵1號線沿線的一座地下車站，位於韓國光州广域市西區農城洞尚武大路、竹峰大路及台南大路路口。

## 車站結構
站體為2面2線側式月台的地下車站，候車月台設有月台幕門，並有7處出口。

### 月台配置
| 石脊 ↑ |
| \| 上  |
| ↓ 花亭 |

| 月台 | 路線               | 目的地   |
| ---- | ------------------ | -------- |
| 上行 | ●光州都市铁道1号线 | 鹿洞方向 |
| 下行 | ●光州都市铁道1号线 | 平洞方向 |

## 歷史
- 2004年4月28日：落成啟用。

## 車站周邊
- 韓國健康管理協會（朝鲜语：한국건강관리협회）光州全南分會
- 光州商會
- 光州廣播
- 農城廣場
- 農城郵局
- 光州銀行（朝鲜语：광주은행）花亭洞分行
- 光州巴士客運站
- 新世界百貨光州店
- 現代汽車西光州服務廠

## 圖片

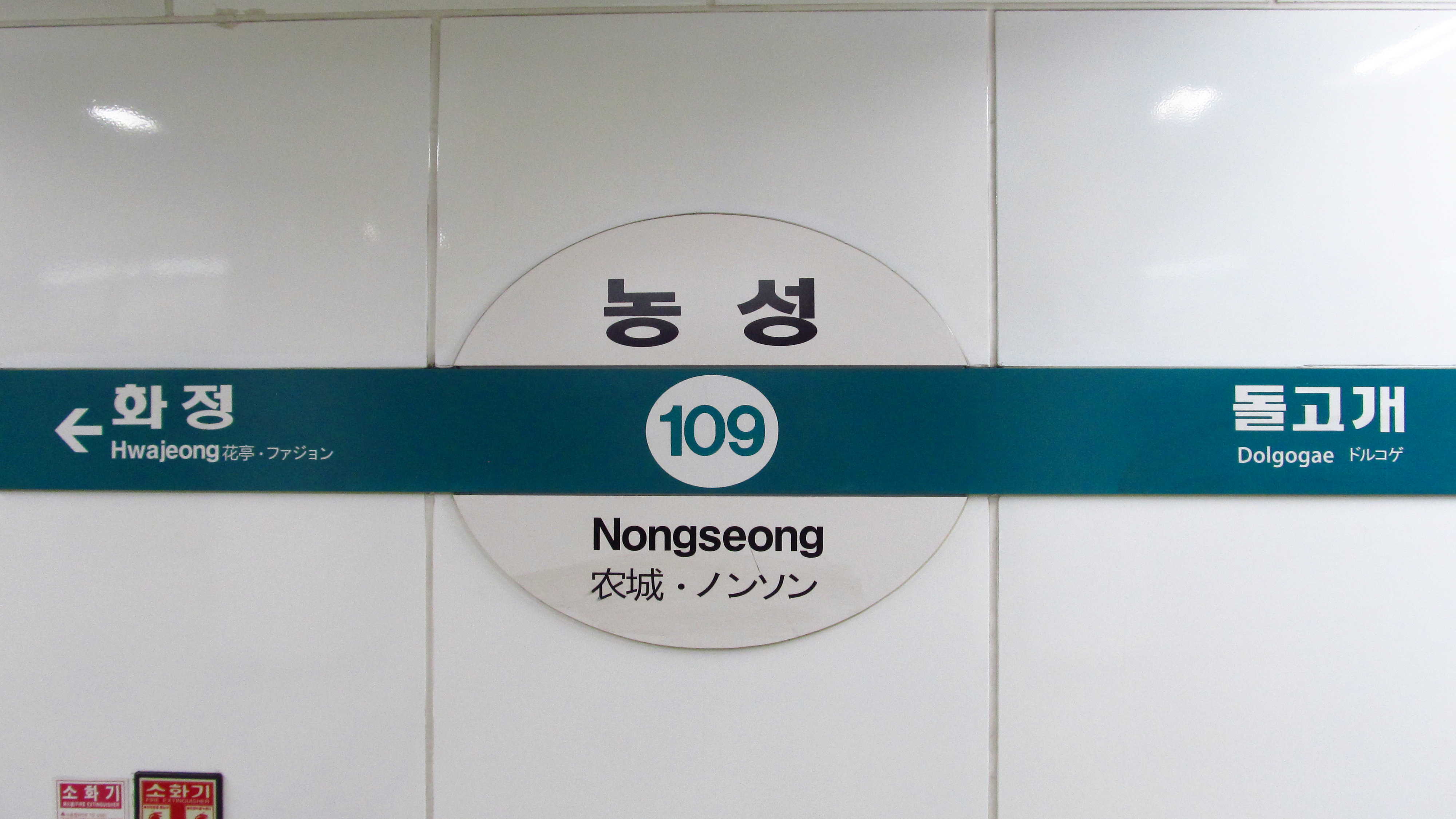
站名牌
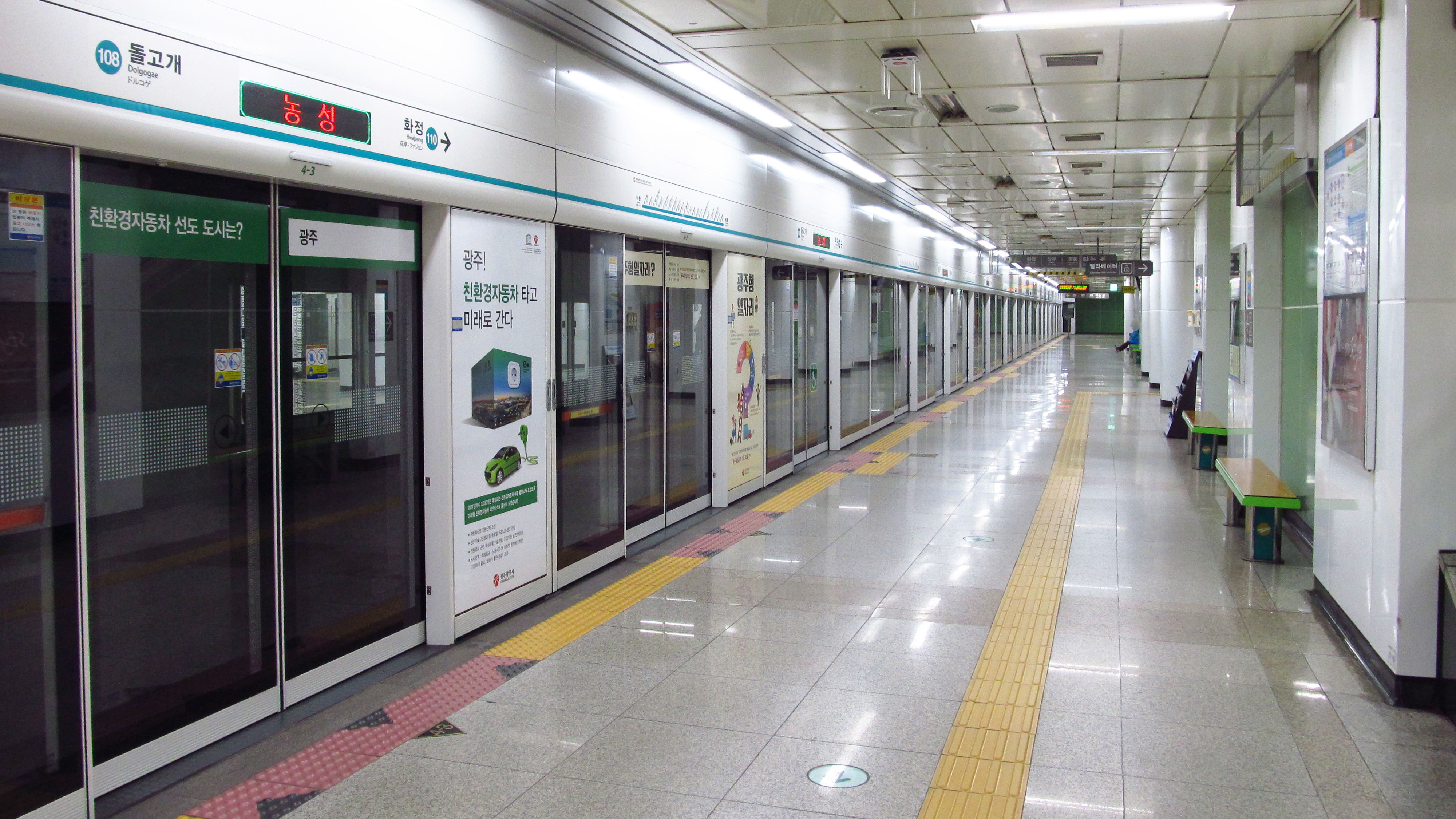
候車月台
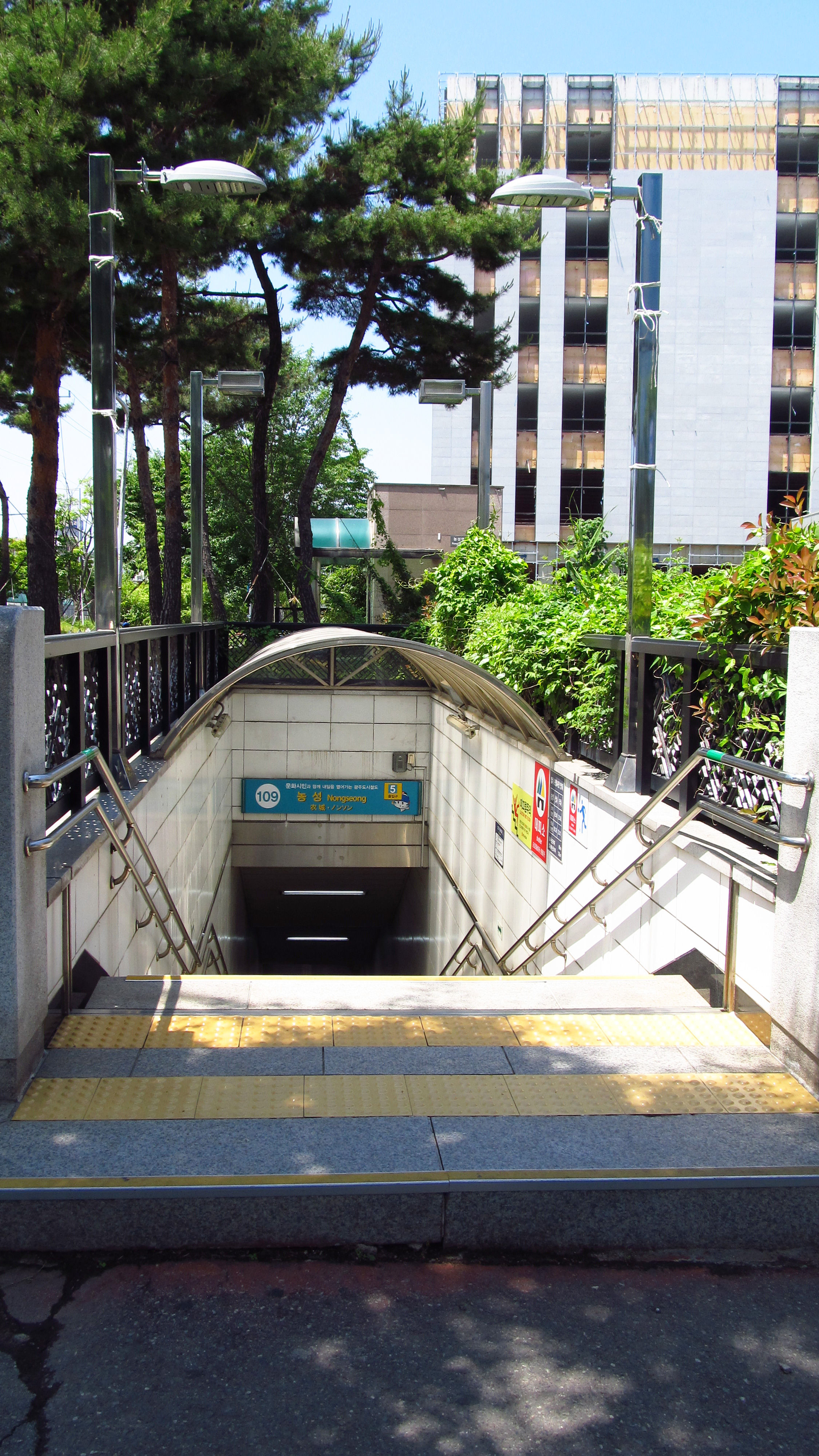
5號出口
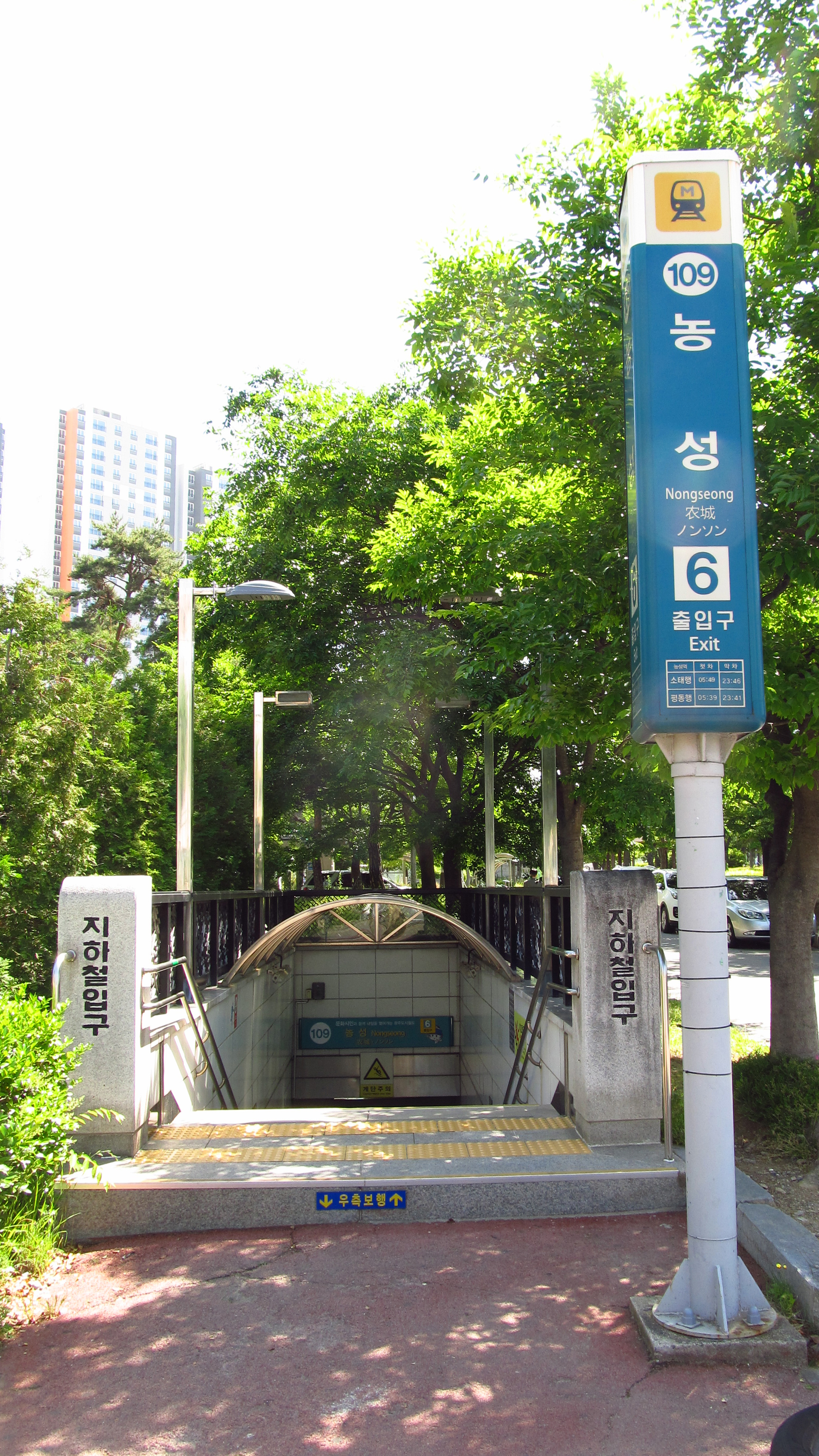
6號出口
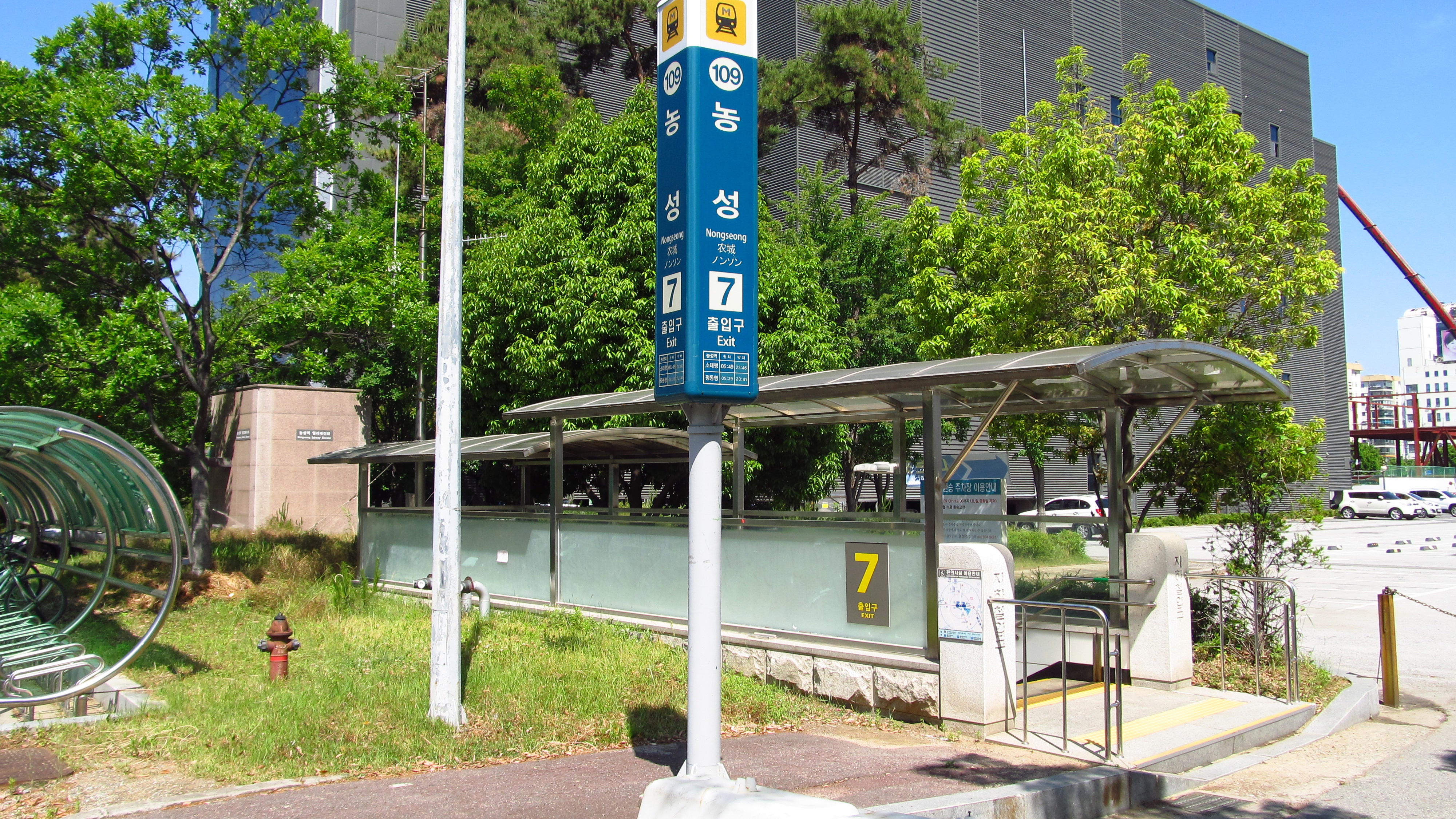
7號出口
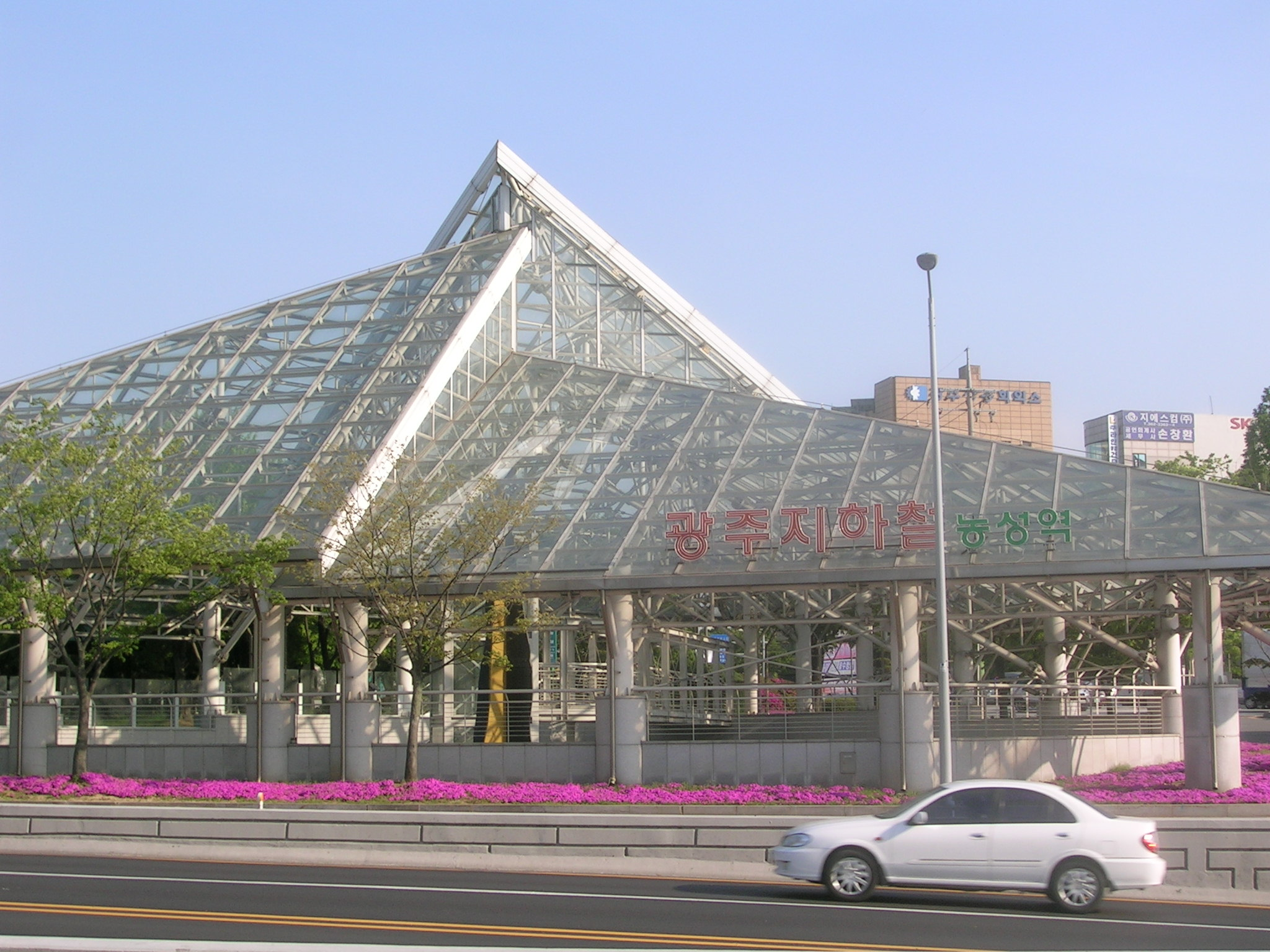
車站出口外觀

## 相鄰車站
光州廣域市都市鐵道公社
●光州都市铁道1号线
石脊（108）－農城（109）－花亭（110）